# Ophioplocus japonicus
Ophioplocus japonicus är en ormstjärneart som beskrevs av Hubert Lyman Clark 1911. Ophioplocus japonicus ingår i släktet Ophioplocus och familjen Ophiolepididae. Inga underarter finns listade i Catalogue of Life.